# Dampierre-les-Bois
Dampierre-les-Bois és un municipi francès situat al departament del Doubs i a la regió de Borgonya - Franc Comtat. L'any 2007 tenia 1.551 habitants.

## Demografia

### Població
El 2007 la població de fet de Dampierre-les-Bois era de 1.551 persones. Hi havia 646 famílies de les quals 180 eren unipersonals (65 homes vivint sols i 115 dones vivint soles), 212 parelles sense fills, 212 parelles amb fills i 42 famílies monoparentals amb fills.
La població ha evolucionat segons el següent gràfic:
Habitants censats

### Habitatges
El 2007 hi havia 704 habitatges, 661 eren l'habitatge principal de la família, 3 eren segones residències i 41 estaven desocupats. 520 eren cases i 184 eren apartaments. Dels 661 habitatges principals, 498 estaven ocupats pels seus propietaris, 154 estaven llogats i ocupats pels llogaters i 9 estaven cedits a títol gratuït; 51 tenien dues cambres, 98 en tenien tres, 159 en tenien quatre i 353 en tenien cinc o més. 538 habitatges disposaven pel capbaix d'una plaça de pàrquing. A 271 habitatges hi havia un automòbil i a 330 n'hi havia dos o més.

### Piràmide de població
La piràmide de població per edats i sexe el 2009 era:
| Homes | Edats   | Dones |
| ----- | ------- | ----- |
| 0     | 95 o +  | 0     |
| 4     | 90 a 94 | 8     |
| 0     | 85 a 89 | 12    |
| 4     | 80 a 84 | 24    |
| 24    | 75 a 79 | 20    |
| 32    | 70 a 74 | 36    |
| 36    | 65 a 69 | 44    |
| 60    | 60 a 64 | 64    |
| 40    | 55 a 59 | 68    |
| 60    | 50 a 54 | 52    |
| 44    | 45 a 49 | 56    |
| 40    | 40 a 44 | 52    |
| 64    | 35 a 39 | 48    |
| 64    | 30 a 34 | 48    |
| 52    | 25 a 29 | 52    |
| 36    | 20 a 24 | 24    |
| 56    | 15 a 19 | 52    |
| 24    | 10 a 14 | 72    |
| 48    | 5 a 9   | 56    |
| 52    | 0 a 4   | 44    |

## Economia
El 2007 la població en edat de treballar era de 986 persones, 744 eren actives i 242 eren inactives. De les 744 persones actives 671 estaven ocupades (364 homes i 307 dones) i 73 estaven aturades (39 homes i 34 dones). De les 242 persones inactives 90 estaven jubilades, 69 estaven estudiant i 83 estaven classificades com a «altres inactius».

### Ingressos
El 2009 a Dampierre-les-Bois hi havia 674 unitats fiscals que integraven 1.632 persones, la mediana anual d'ingressos fiscals per persona era de 19.898 €.

### Activitats econòmiques
Dels 68 establiments que hi havia el 2007, 1 era d'una empresa alimentària, 1 d'una empresa de fabricació de material elèctric, 1 d'una empresa de fabricació d'elements pel transport, 12 d'empreses de fabricació d'altres productes industrials, 9 d'empreses de construcció, 17 d'empreses de comerç i reparació d'automòbils, 3 d'empreses de transport, 3 d'empreses d'hostatgeria i restauració, 2 d'empreses financeres, 3 d'empreses immobiliàries, 6 d'empreses de serveis, 4 d'entitats de l'administració pública i 6 d'empreses classificades com a «altres activitats de serveis».
Dels 18 establiments de servei als particulars que hi havia el 2009, 1 era una oficina de correu, 6 tallers de reparació d'automòbils i de material agrícola, 1 guixaire pintor, 2 fusteries, 2 lampisteries, 3 perruqueries i 3 restaurants.
Dels 8 establiments comercials que hi havia el 2009, 2 eren supermercats, 1 un supermercat, 1 una botiga de més de 120 m², 2 fleques, 1 una botiga de material de revestiment de parets i terra i 1 una joieria.
L'any 2000 a Dampierre-les-Bois hi havia 3 explotacions agrícoles.

## Equipaments sanitaris i escolars
L'únic equipament sanitari que hi havia el 2009 era una farmàcia.
El 2009 hi havia 1 escola maternal i 1 escola elemental.

## Poblacions més properes
El següent diagrama mostra les poblacions més properes.